# Avenida Ñuble
Avenida Ñuble es una arteria vial ubicada en Santiago de Chile, en la comuna de Santiago. Tiene una extensión de aproximadamente 3 kilómetros en dirección de oriente a poniente, cruzada por varias avenidas importantes.

## Toponimia
Su odónimo se debe a la región homónima de Chile.
La palabra Ñuble tiene su origen en el mapudungún, en el cual su significado es "río de corriente angosta y obstaculizada" o "lugar obstruido".

## Descripción
La avenida Ñuble sirve como extensión de la Avenida Rondizzoni. Desde el poniente, empieza en la intersección con Avenida Viel. Su recorrido pasa casi en su totalidad por viviendas y puestos de comercio menor (más que nada en las cercanías del Barrio Franklin). En su trayecto se pueden encontrar la Plaza Bogotá, el Barrio Franklin y el Barrio Huemul.[cita requerida]
La avenida termina en el cruce con la Avenida Vicuña Mackenna, en el límite con Ñuñoa. A esta le sigue la Avenida Carlos Dittborn, la cual acaba en la intersección con Avenida Marathón (cerca de la entrada al Estadio Nacional Julio Martínez Prádanos).[cita requerida]

### Extremos
En su extremo poniente, después de atravesar la Avenida Viel, su nombre cambia a Avenida Rondizzoni. En dicha avenida se encuentran en su mayoría tiendas minoristas, viviendas, así como el Parque O'Higgins y el Club Hípico de Santiago, ahora, pasa a llamarse Ramón Subercaseaux, en la comuna de Estación Central, y esta a su vez, su nombre cambia a Avenida Pedro Aguirre Cerda, en esta misma comuna hasta Cerrillos. Más tarde, se divide en dos tramos, el primero pasa a llamarse Avenida Camino a Lonquén, que continúa hasta llegar a la localidad homónima en la comuna de Isla de Maipo, y el otro, que sigue llamándose Pedro Aguirre Cerda, para después cambiar su nombre a Avenida Camino a Melipilla en la comuna de Maipú. Esta sigue por las comunas de Padre Hurtado, Peñaflor, Talagante y El Monte hasta terminar en Melipilla.[cita requerida]
Su extremo oriente es mucho más simple y corto. Después de cruzar la intersección con Avenida Vicuña Mackenna en Ñuñoa, pasa a llamarse "Carlos Dittborn", en esta avenida se ubican mayoritariamente viviendas, sigue por la misma comuna hasta terminar en Avenida Marathón, al frente del Estadio Nacional.[cita requerida]

## Infraestructura
Está pavimentada y cuenta con varios tramos; el primero entre Vicuña Mackenna y Santa Elena cuenta con cuatro carriles que van en sentido derecho. El tramo entre Santa Elena y la Calle San Ignacio de Loyola es más sencillo, contando únicamente con 2 carriles que van en el mismo sentido (derecha). El tramo más grande es el ubicado en el poniente, entre San Ignacio de Loyola y Avenida Viel, este tiene 6 carriles en total (tres de cada lado) y cada lado va en sentido contrario (izquierda y derecha, respectivamente).[cita requerida]

## Transporte

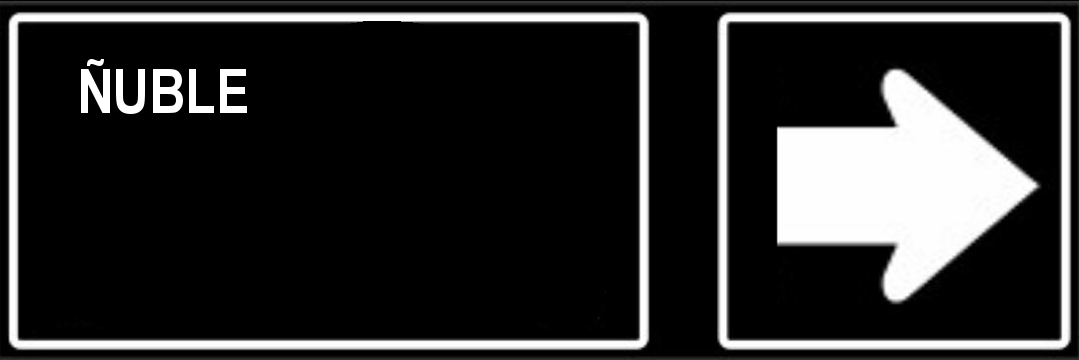
Señalética Vial de Avenida Ñuble

### Metro
Actualmente, la única estación de metro que se ubica en la Avenida Ñuble es la estación Rondizzoni de Línea 2, ubicada en el cruce con Avenida Rondizzoni y Avenida Viel.
A pesar de que la estación Ñuble de Línea 5 y Línea 6 en Ñuñoa debe su nombre a la avenida, no se encuentra en esta última (Se ubica en el cruce de Vicuña Mackenna con Carlos Dittborn, la continuación de Ñuble).
En estos momentos, se está planificando una estación en la intersección de Ñuble con Avenida Santa Rosa de la futura Línea 9 del metro de Santiago, esta tiene cómo nombre provisional "Ñuble" (Nombre provisional, no confundir con la estación actual de Línea 5 y 6).

### Paraderos de autobús
| Número | Intersección          |
| ------ | --------------------- |
| 1      | San Ignacio de Loyola |
| 2      | Lord Cochrane         |
| 3      | Nataniel Cox          |
| 4      | Nataniel Cox          |
| 5      | San Diego             |
| 6      | Arturo Prat           |
| 7      | Arturo Prat           |
| 8      | San Francisco         |
| 9      | Santa Rosa            |
| 10     | Santiago Concha       |
| 11     | Carmen                |
| 12     | Sierra Bella          |
| 13     | Portugal              |
| 14     | Portugal              |
| 15     | Santa Elena           |
| 16     | Vicuña Mackenna       |
| 17     | Vicuña Mackenna       |

(Nota: Las intersecciones que aparecen repetidas se deben a la presencia de más de un paradero en estas)

## Intersecciones
Hace intersecciones con varias calles importantes de la ciudad:
- Avenida Viel (en su inicio, siendo la continuación de Avenida Rondizzoni. Este cruce se encuentra la estación de Línea 2 Rondizzoni)
- Calle San Ignacio de Loyola
- Calle El Quijote
- Calle Aldunate
- Calle Lord Cochrane
- Calle Roberto Espinoza
- Calle Nataniel Cox
- Calle San Diego
- Pje. José Joaquín Pérez
- Calle Arturo Prat
- Calle Chiloé
- Calle San Francisco
- Avenida Santa Rosa (donde se está planificando una estación de la futura Línea 9 del metro de Santiago)
- Calle Víctor Manuel
- Calle San Isidro
- Calle Eduardo Matte
- Calle Santiago Concha
- Calle Purén Indómito
- Calle Carmen
- Calle Dávila Larraín
- Calle Manuel Antonio Tocornal
- Calle Artemio Gutiérrez
- Calle Sierra Bella
- Calle Lira
- Calle Madrid
- Calle Rogelio Ugarte
- Calle Cuevas
- Calle Pedro León Ugalde
- Avenida Portugal
- Calle Padre Orellana
- Calle Santa Elena
- Avenida Vicuña Mackenna (Límite con Ñuñoa, a pocos pasos de la Estación Ñuble de Línea 5 y 6)